# Stop Killing Games
Stop Killing Games (SKG), è un movimento e un'iniziativa dei consumatori che ha come obiettivo la salvaguardia dei videogiochi dopo che sono stati ritirati dal mercato. 
L'iniziativa è stata avviata nel 2024 da Ross Scott dopo la chiusura di The Crew, un simulatore di guida che richiedeva una connessione internet costante nonostante fosse per lo più per  giocatore singolo. L'iniziativa ha rapidamente riscosso popolarità, venendo ripresa da vari YouTuber e organi di informazione. Il movimento ha lanciato numerose petizioni governative.

## Storia
The Crew era un gioco di corse del 2014 sviluppato da Ubisoft Ivory Tower e Ubisoft Reflections, pubblicato da Ubisoft. Richiedeva una connessione Internet costante per giocare, anche in modalità giocatore singolo; il tentativo di avviare il gioco offline provocava una schermata di errore. Il 14 dicembre 2023 Ubisoft ha rimosso il gioco e le sue espansioni dalle piattaforme digitali, ha sospeso le vendite di microtransazioni e ha annunciato che i server del gioco sarebbero stati chiusi il 31 marzo 2024, citando "imminenti vincoli di infrastruttura del server e di licenza". Come previsto, in quella data i server vennero spenti. Quando la chiusura fu annunciata il 14 dicembre 2023, Ubisoft offrì rimborsi alle persone che avevano acquistato "di recente" The Crew. All'inizio di aprile 2024, pochi giorni dopo la chiusura, Ubisoft iniziò a revocare le licenze ai giocatori che avevano acquistato The Crew.

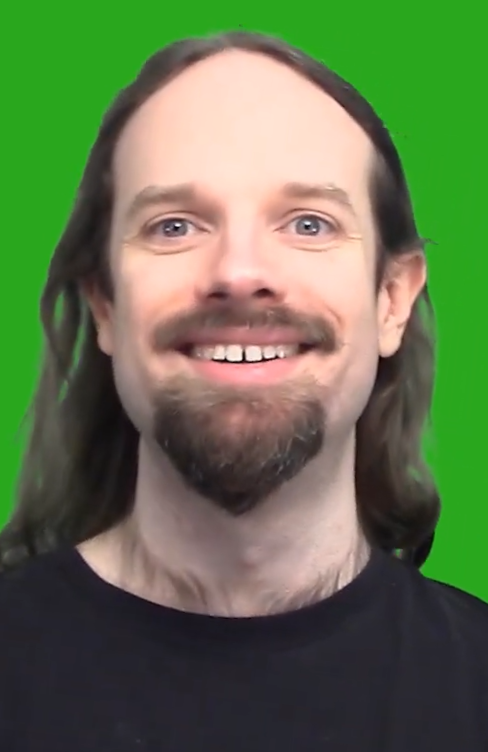
Ross Scott, il creatore di Stop Killing Games.

Ross Scott è uno YouTuber noto principalmente per la sua serie machinima Freeman's Mind. Critico nei confronti della chiusura dei giochi esclusivamente online, descrive la pratica come un "attacco sia ai diritti dei consumatori che alla preservazione dei media", paragonandola agli studi cinematografici dell'era del cinema muto che "bruciavano i propri film dopo averli proiettati per recuperare il contenuto d'argento", sottolineando anche che "la maggior parte dei film di quell'epoca sono andati perduti per sempre".
Nel 2019, Scott ha criticato i giochi come servizio, definendoli una "frode".

## Attività
Nell'aprile del 2024, dopo la chiusura di The Crew, Scott pubblicò un video sul suo canale YouTube in cui presentava Stop Killing Games e lanciò un sito web per l'iniziativa. L'iniziativa incoraggia gli utenti a votare sulle petizioni per costringere gli sviluppatori a fornire modalità di gioco dopo la fine del supporto, come l'aggiunta di una modalità offline o la possibilità di ospitare server privati. Ha inoltre incoraggiato numerose petizioni per Stop Killing Games, come quella della Direzione generale per la concorrenza, gli affari dei consumatori e la protezione dalle frodi in Francia, la petizione del Parlamento del Regno Unito e l'Iniziativa dei cittadini europei nell'Unione europea, quest'ultima nello specifico ha ottenuto oltre 350.000 firme nei primi due mesi.
Il governo del Regno Unito ha risposto alla petizione del Parlamento, affermando che "non esiste alcun obbligo nella legge del Regno Unito che obblighi le aziende e i fornitori di software a supportare le versioni precedenti dei loro sistemi operativi, software o prodotti connessi". Il 30 maggio 2024 la petizione è stata interrotta a causa della convocazione delle elezioni generali del 2024 nel Paese. Fu dunque lanciata una nuova petizione che raccolse rapidamente oltre 10.000 firme, cifra necessaria per garantire una risposta da parte del governo. Nel febbraio 2025, il governo del Regno Unito ha risposto alla nuova petizione, affermando di non avere "alcuna intenzione di modificare la legge sui consumatori in materia di obsolescenza digitale", ma sottolineando che "se i consumatori sono indotti a credere che un gioco rimarrà giocabile indefinitamente per determinati sistemi, nonostante la fine del supporto fisico, il CPR potrebbe richiedere che il gioco rimanga tecnicamente fattibile [...] per essere giocato in tali circostanze".
Nel maggio 2025 Scott pubblicò un foglio di calcolo contenente vari videogiochi disponibili solo online e il loro stato di giocabilità. Secondo il foglio di calcolo, il 68% dei 731 giochi erano ingiocabili o a rischio. Solo 16 giochi che erano giocabili dopo la sospensione sono stati recuperati dagli sviluppatori, mentre gli altri 110 sono stati conservati dai fan.
Sebbene all'inizio l'iniziativa dei cittadini europei abbia raccolto molte firme, ha rapidamente perso slancio fermandosi a circa 450.000 firme, pari al 45% della cifra necessaria affinché i rappresentanti della Commissione possano agire. Nel giugno 2025, Scott caricò un video, aspettandosi che l'iniziativa fallisse e sottolineando che il problema con le firme insufficienti "non è far sì che i giocatori si interessino ai giochi; è far sì che le persone si interessino a qualsiasi cosa".
Il 2 luglio 2025, la petizione del Parlamento del Regno Unito ha raggiunto 100.000 firme, il che significa che sarà presa in considerazione per il dibattito in Parlamento. Un giorno dopo, il 3 luglio 2025, l'iniziativa dei cittadini europei ha raggiunto 1 milione di firme, il che significa che sarà presa in considerazione anche per il dibattito nella Commissione europea, nonostante Scott abbia affermato che sono ancora necessarie più firme per contrastare quelle non valide, che devono essere detratte. Scott ha anche menzionato una criptovaluta chiamata Stop Killing Games, affermando che non ha nulla a che fare con lui e con la campagna e definendola una "truffa".

## Reazioni
Dopo l'uscita del video introduttivo, Stop Killing Games ha rapidamente guadagnato visualizzazioni ed è stato trattato da numerosi organi di stampa di videogiochi e YouTuber.
Jason "Thor" Hall, creatore di Heartbound, ha criticato l'iniziativa in un video sul suo canale YouTube PirateSoftware. Scott ritiene che la sua risposta abbia bloccato il progresso dell'iniziativa. Il 23 giugno 2025, nella sua ultima dichiarazione riguardante SKG, Scott criticò il video di Hall, affermando che egli non aveva capito la campagna e che ne aveva frainteso il contenuto 
Da allora, diversi altri YouTuber come Cr1TiKaL si sono schierati in difesa di Scott, condividendo molte delle stesse critiche contro Hall. Inoltre, i creatori di contenuti di gioco come xQc, Asmongold, PewDiePie e jacksepticeye, così come l'attivista per i diritti dei consumatori Louis Rossmann, hanno mostrato sostegno all'iniziativa.
Nel luglio 2025, Video Games Europe, un'associazione di categoria che rappresenta gli sviluppatori e gli editori di giochi nell'Unione Europea, ha risposto all'iniziativa, affermando che sarebbe "troppo costoso per gli sviluppatori e gli editori offrire server privati o modalità per giocatore singolo nei giochi che perdono il supporto multigiocatore online" e che i giochi e i server supportati dai fan "potrebbero presentare responsabilità legali per le aziende".

### Ubisoft
Inizialmente Ubisoft ha rifiutato di commentare la situazione con The Crew. Dopo la forte reazione negativa dei giocatori, alimentata in parte dall'iniziativa Stop Killing Games secondo PC Gamer, Ubisoft ha promesso di aggiungere una modalità offline a The Crew 2 e The Crew Motorfest, anche se il gioco interrotto The Crew non è stato menzionato. Nell'aprile 2025, Ubisoft ha rilasciato un video di aggiornamento sulla prossima modalità offline per The Crew 2, affermando che non tutte le funzionalità saranno disponibili e che il test della modalità inizierà il 30 aprile. La modalità offline per Motorfest è ancora in programma.

### Legge
Nel settembre 2024 è stata firmata una nuova legge californiana, AB 2426, che obbliga i negozi digitali a rivelare cosa ottiene l'utente dopo aver effettuato una transazione per accedere ai beni digitali, rendendo illegale l'uso dei termini "buy" e "purchase" fornendo solo una licenza revocabile in qualsiasi momento, una pratica comune tra i negozi digitali. Tale legge non si estende ai giochi che possono essere giocati offline in modo permanente. La legge è entrata in vigore il 1° gennaio 2025. Nell'ottobre 2024, Steam ha aggiunto un disclaimer in base al quale l'acquisto di un gioco garantisce solo una licenza. GOG.com, un negozio online senza DRM, ha risposto alla legge pubblicando un banner concettuale che afferma che gli installatori di giochi offline di GOG "non possono essere rimossi".